# Joseph-Elzéar Bernier

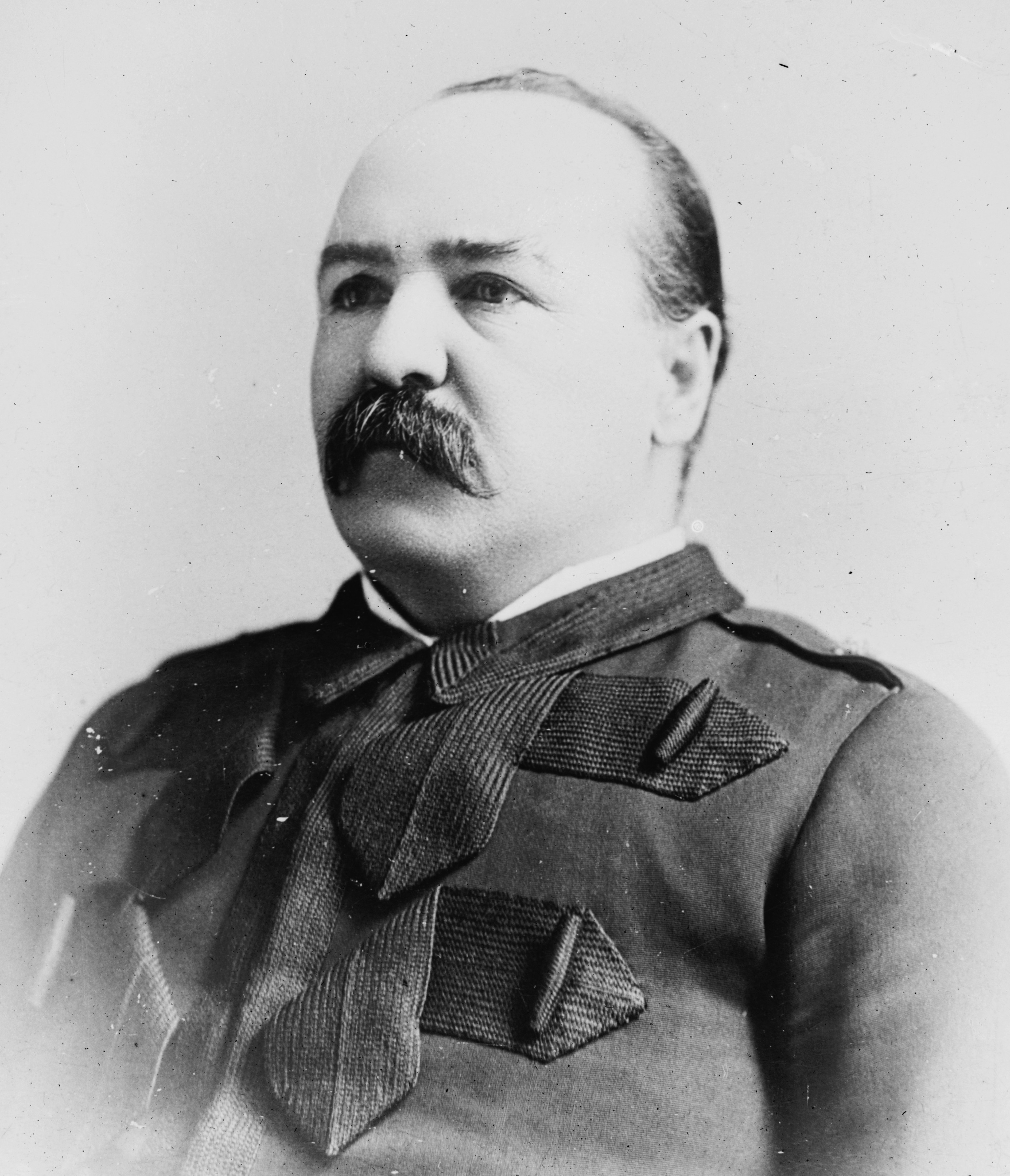
Joseph-Elzéar Bernier

Kapitän Joseph-Elzéar Bernier (* 1. Januar 1852 in L’Islet, Québec; † 26. Dezember 1934 in Lévis, Québec) war ein kanadischer Polarforscher. Er unternahm zwischen 1904 und 1911 im Auftrag des kanadischen Parlaments diverse Polarexpeditionen und gilt als einer der bedeutendsten kanadischen Polarpioniere seiner Zeit. Bernier kommandierte in seinem Leben über 100 Schiffe und überquerte 269-mal den Atlantik.

## Leben
Mit vierzehn Jahren verließ Bernier die Schule und arbeitete als Schiffsjunge auf dem Schiff seines Vaters Thomas Bernier. Mit 17 Jahren machte ihn sein Vater zum Kapitän eines eigenen Schiffes, der St. Joseph. Mit diesem Frachtensegler fuhr er auf der Route von Québec nach England.
Die folgenden 26 Jahre verbrachte Bernier fast ununterbrochen auf See, bis er 1895 den Posten als Direktor des Quebec State Prison angeboten bekam. In seiner Position als Beamter an Land beschäftigte er sich weiter mit der Arktis- und Polarforschung.

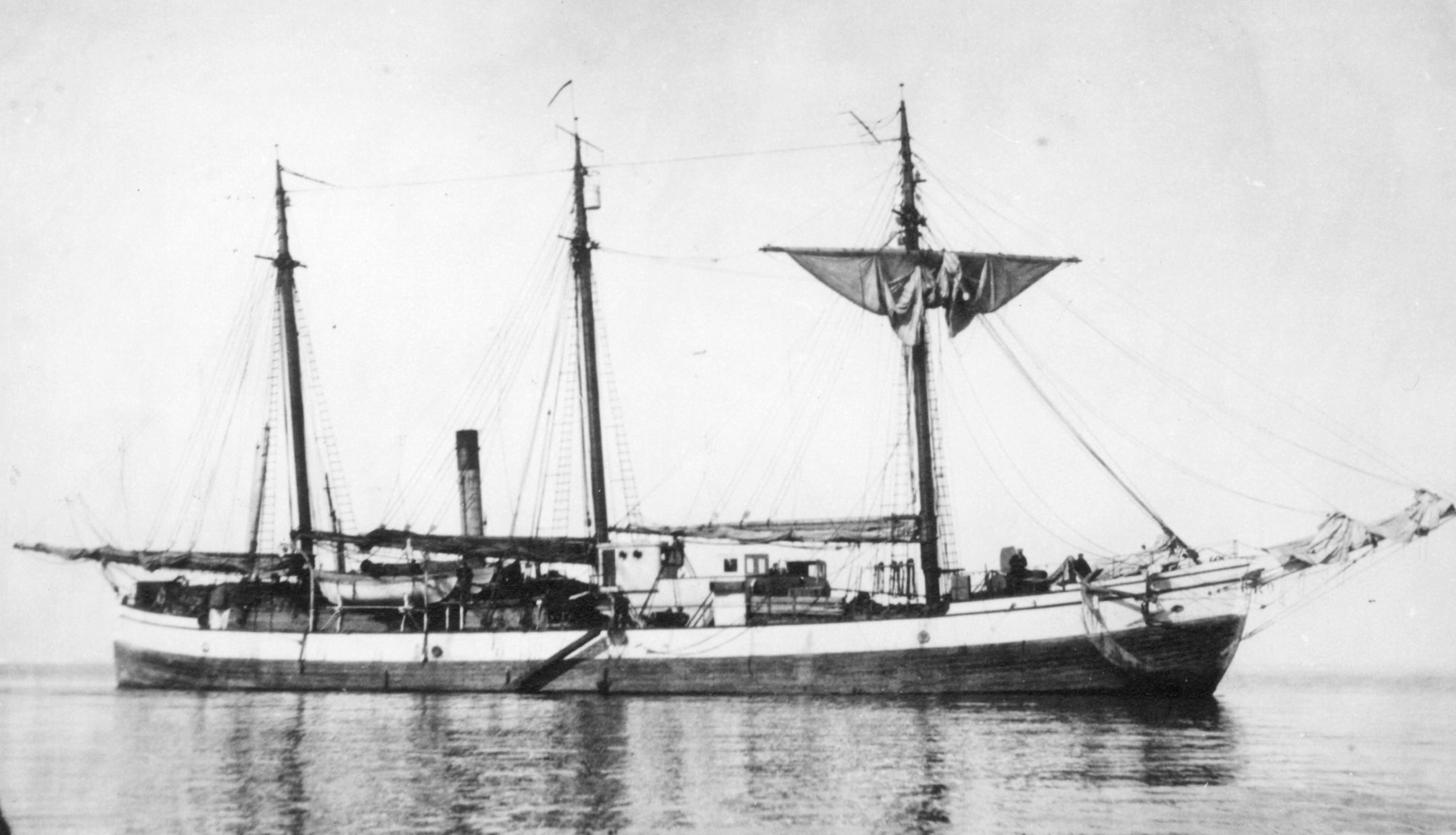
Berniers Schiff, die Arctic, 1923

Er bekam von der kanadischen Regierung 1904 das durch Eiseinschluss beschädigte erste deutsche Polarforschungschiff, die Gauß, zur Verfügung gestellt, die nunmehr Arctic hieß. Bernier und seine Crew verbrachten den Winter 1906/1907 auf Baffin Island und den Winter 1908/1909 auf Melville Island. Am 1. Juli 1909, nach fünfjähriger regelmäßiger Anlandung, stellte Bernier auf Melville Island ein Schild auf, mit dem die arktische Insel von Kanada als Territorium beansprucht wurde. Den folgenden Winter verbrachte er mit der Arctic an der Arctic Bay.
Im Ersten Weltkrieg brachte Bernier seine nautische Erfahrung im Seegebiet des Nordatlantiks als Leiter eines Schiffs-Konvois ein. Nach dem Krieg wendete er sich wieder der Polarforschung zu und ging im Alter von 73 Jahren 1925 in Ruhestand.
Bernier heiratet zweimal. Seine erste Frau Rose starb im Jahr 1917 nach 47-jähriger Ehe. Zwei Jahre später heiratete er Alma Lemieus.
Joseph-Elzéar Bernier starb am 26. Dezember 1934 in Lévis, Québec.

## Ehrungen
Am 1. Januar 1961 ehrte die kanadische Regierung, vertreten durch den für das Historic Sites and Monuments Board of Canada zuständigen Minister, Joseph-Elzéar Bernier und erklärte ihn zu einer „Person von nationaler historischer Bedeutung“.

## Werke
- Report on the Dominion of Canada Government Expedition to the Arctic Islands and Hudson Strait, on Board the C.G.S. „Arctic“, 1906–1907. C.H. Parmalee, Ottawa 1909
- Report on the Dominion Government Expedition to the Northern Waters and Arctic Archipelago of the D.G.S. „Arctic“ in 1910, Department of Marine and Fisheries, Ottawa 1911
- Master Mariner and Arctic Explorer : a narrative of sixty years at sea from the logs and yarns of Captain J.E. Bernier. Le Droit, Ottawa 1939